# جاكومو سيمونشيني
جاكومو سيمونشيني هو صيدلاني ويحمل اختصاص في الكيمياء وسياسي من سان مارينو، شغل منصب الحاكم للفترة 1 أكتوبر 2021 - 1 أبريل 2022 مع فرانشيسكو موسوني.